# Couepia
Couepia är ett släkte av tvåhjärtbladiga växter. Couepia ingår i familjen Chrysobalanaceae.

## Dottertaxa tillCouepia, i alfabetisk ordning[1]
- Couepia amaraliae
- Couepia belemii
- Couepia bernardii
- Couepia bondarii
- Couepia bracteosa
- Couepia canescens
- Couepia canomensis
- Couepia carautae
- Couepia caryophylloides
- Couepia cataractae
- Couepia chrysocalyx
- Couepia cidiana
- Couepia coarctata
- Couepia cognata
- Couepia comosa
- Couepia dolichopoda
- Couepia elata
- Couepia eriantha
- Couepia excelsa
- Couepia exflexa
- Couepia foveolata
- Couepia froesii
- Couepia glabra
- Couepia grandiflora
- Couepia guianensis
- Couepia habrantha
- Couepia hondurasensis
- Couepia impressa
- Couepia insignis
- Couepia joaquinae
- Couepia krukovii
- Couepia latifolia
- Couepia leitaofilhoi
- Couepia longipendula
- Couepia longipetiolata
- Couepia macrophylla
- Couepia magnoliifolia
- Couepia maguirei
- Couepia marleneae
- Couepia martinii
- Couepia meridionalis
- Couepia monteclarensis
- Couepia morii
- Couepia multiflora
- Couepia nutans
- Couepia obovata
- Couepia ovalifolia
- Couepia paraensis
- Couepia parillo
- Couepia parvifolia
- Couepia pernambucensis
- Couepia platycalyx
- Couepia polyandra
- Couepia racemosa
- Couepia rankiniae
- Couepia recurva
- Couepia reflexa
- Couepia robusta
- Couepia rufa
- Couepia sandwithii
- Couepia schottii
- Couepia scottmorii
- Couepia spicata
- Couepia steyermarkii
- Couepia stipularis
- Couepia subcordata
- Couepia trapezioana
- Couepia uiti
- Couepia ulei
- Couepia venosa
- Couepia williamsii